# Isopropylmagnesiumchlorid
Isopropylmagnesiumchlorid je organokovová sloučenina se vzorcem (CH3)2HCMgCl, Grignardovo činidlo s isopropylovou funkční skupinou. Látka je obvykle dostupná jako roztok v tetrahydrofuranu. Používá se na přípravu dalších Grignardových činidel transmetalacemi a k zavádění isopropylových skupin do sloučenin.
Příkladem reakce může být příprava Grignardova činidla z brom-3,5-bis(trifluormethyl)benzenu:
(CH3)2HCMgCl + (CF3)2C6H3Br → (CH3)2HCCl + (CF3)2C6H3MgBr
Isopropylmagnesiumchlorid se také používá na přípravu isopropylových sloučenin, jako je například chlordiisopropylfosfin:
PCl3 + 2 (CH3)2CHMgCl → [(CH3)2CH]2PCl + 2 MgCl2